# Paul Eyschen

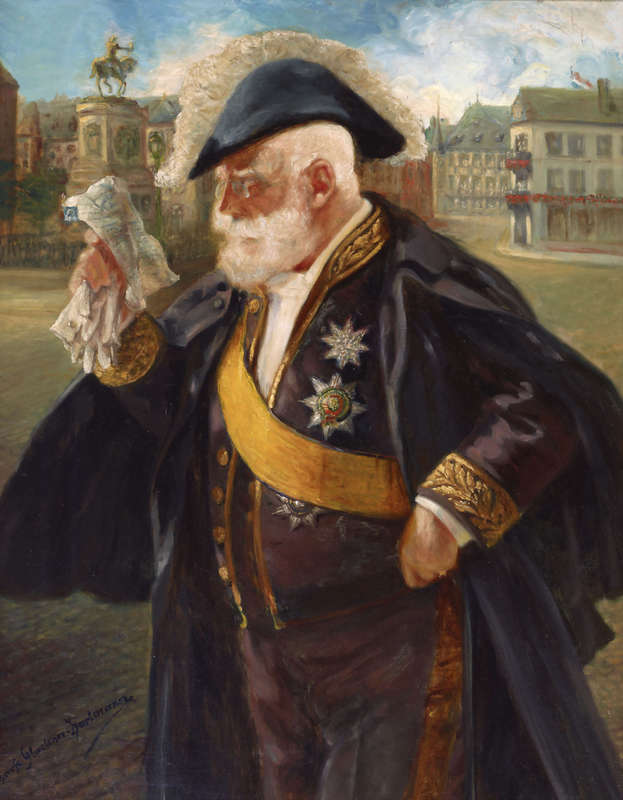
Paul Eyschen, 1916 (posthum), Gemälde von Thérèse Glaesener-Hartmann

Paul Eyschen (* 9. September 1841 in Diekirch; † 11. Oktober 1915 in Luxemburg) war ein luxemburgischer Politiker. Der parteilose Liberale war von 1888 bis 1915 Staatsminister (Regierungschef) von Luxemburg.

## Leben
Paul Eyschen war der Sohn von Charles-Gérard Eyschen. Er studierte Rechtswissenschaft in Bonn und Paris, anschließend arbeitete er als Anwalt.
1866 wurde er als Abgeordneter in die Assemblée des États (Ständeversammlung) des Großherzogtums Luxemburg gewählt.
Von 1875 bis 1888 war er Chargé d'Affaires (Geschäftsträger) gegenüber der deutschen Reichsregierung. Zwischen 1876 und 1888 war er zudem Generaldirektor (Minister) für Justiz in den Regierungen von Félix de Blochausen und Édouard Thilges.
Am 22. September 1888 trat Paul Eyschen die Nachfolge von Édouard Thilges als Staatsminister und Regierungspräsident an. Diese Ämter hielt er für 27 Jahre bis zu seinem Tode 1915 inne. Er war damit der am längsten amtierende Regierungschef in der luxemburgischen Geschichte. Zeitgleich war er Generaldirektor für Außenbeziehungen und ab 1896 zuständig für Landwirtschaft und Weinbau. 
Seine Regierung führte 1901 die obligatorische Kranken- und Unfallversicherung ein, nach dem Vorbild der Bismarck’schen Sozialgesetzgebung im Deutschen Reich. Eyschen war ein Verfechter der Luxemburger Sprache und weihte 1903 das Dicks-Lentz-Monument zu Ehren der beiden Nationaldichter Michel Lentz und Edmond de la Fontaine („Dicks“) ein. Zudem setzte er sich für eine Säkularisierung des Schulwesens ein, das bis dahin unter der Aufsicht der katholischen Kirche stand. Der Eyschen unterstützende „Linksblock“ aus Sozialdemokratischer Partei und Liberaler Liga beschloss 1912 ein dementsprechendes Schulgesetz.
Eyschen blieb Zeit seines Lebens ledig. Er starb nach langjähriger Herz- und Nierenkrankheit.

## Ehrungen
Für seine Verdienste wurde Eyschen am 21. Juni 1893 in den Nassauischen Hausorden vom Goldenen Löwen aufgenommen.